# Edward Henry Harriman

Edward Harriman im Alter von 30 Jahren

Edward Henry Harriman (* 20. Februar 1848 in Hempstead, Nassau County, New York; † 9. September 1909 in Orange County, New York) war ein US-amerikanischer Eisenbahnunternehmer (rail baron).

## Leben
Harriman wurde als Sohn eines anglikanischen Geistlichen geboren und wuchs in ärmlichen Verhältnissen auf. Er verließ die Schule mit 14 Jahren und nahm eine Arbeit als Laufbursche an der Wall Street in New York City an. Es folgte eine steile Karriere. Mit 22 Jahren wurde Harriman Mitglied der New York Stock Exchange. Im Alter von 33 Jahren begann er erfolgreich kleinere, bankrotte Eisenbahngesellschaften zu kaufen und nach ihrer Sanierung wieder zu verkaufen.

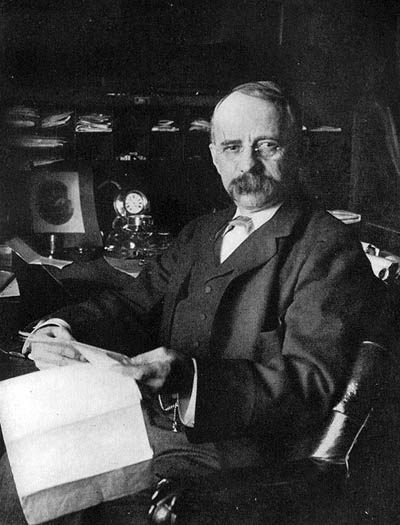
Edward Henry Harriman

1897 gelang Harriman der große Durchbruch, als mit Hilfe der Investmentbank Kuhn, Loeb & Co. das Konkursverfahren über die Union Pacific Railroad beendet wurde und er die Kontrolle über das Unternehmen übernahm. Er bestimmte die Entwicklung dieses führenden Eisenbahnunternehmens bis zu seinem Tod 1909. Im Jahr 1901 übernahm Harriman als Nachfolger von Charles M. Hays außerdem die Southern Pacific Railroad. Zum Zeitpunkt seines Todes beherrschte er auch die Saint Joseph and Grand Island, die Illinois Central, die Central of Georgia, die Pacific Mail Steamship Company und die Wells Fargo Express Company.
Harriman hinterließ seiner Frau Mary Williamson Averell ein Erbe zwischen 200 und 600 Millionen $. Ihr gemeinsamer Sohn war W. Averell Harriman.

## Harrimans Alaska Expedition 1899
Nachdem ihm sein Arzt dringend einen Urlaub empfohlen hatte, charterte Edward Henry Harriman im Sommer 1899 den Dampfer “George W. Elder” und lud ca. 30 Wissenschaftler zu einer Forschungsreise nach Alaska ein, der Harriman-Alaska-Expedition, darunter auch einige Freunde, wie John Muir. Dafür übernahm er auch die Kosten. 23 Wissenschaftler unternahmen Forschungsarbeiten in ihren Fachgebieten wie z. B. Geologen, Botaniker, Ornithologen, Taxidermisten (Tierpräparatoren), Zoologen, Vermesser, sammelten Musterexemplare und machten Photos. Die Alaska Expedition legte 9.000 Meilen zurück und hatte 50 Haltepunkte. Sie verließ Seattle am 1. Juli und kehrte zurück am 31. August 1899. Die Ergebnisse der Expedition wurden in 12 Bänden publiziert. Sie benannten auch einige geologische Orte, wie z. B . den Harriman-Fjord und Harriman-Gletscher in der Chugach-Bergregion.

### Die Freundschaft mit John Muir
1908 besuchte Muir Harriman in dessen Landhaus „Pelican Bay“ am Klamath Lake in Oregon. Um Muir beim Bücherschreiben zu ermutigen, wies Harriman seinen Privatsekretär an, heimlich Muir zu folgen und alles, was er sagte, in Kurzschrift aufzunehmen. Das daraus resultierende Manuskript wurde schließlich sein Buch mit dem Titel The Story of My Boyhood and Youth. Hariman half auch bei der Finanzierung von Muirs Weltreisen, indem er ihm kostenlose Passagen auf seinen Schifffahrtslinien gab.

## Pressestimmen
Die zeitgenössische deutsche Presse sah Edward Henry Harriman als Prototyp des skrupellosen Spekulanten am Kapitalmarkt. Die katholische Zeitschrift Deutscher Hausschatz nannte ihn in ihrem Nachruf einen Mann mit „Goldhunger“, der „im wilden Börsenkampf von 1901 zahlreiche Existenzen vernichtete, selbst aber Millionen Dollars an sich riß“. Präsident Theodore Roosevelt sah in Harriman „einen jener großen Trustschädlinge, die mit dem Brandmal des Verbrechertums gekennzeichnet sind“.
Auch die moderne aktuelle Presse, so beispielsweise die Neue Zürcher Zeitung stellt Harriman als typischen Vertreter des US Wirtschaftsmonopolismus dar.